# 켐핀스키
켐핀스키는 호텔 체인이다.